# 木下アカデミー京都アイスアリーナ
木下アカデミー京都アイスアリーナ（きのしたアカデミーきょうとアイスアリーナ）は、京都府宇治市にあるアイススケートとカーリングの施設。別称は京都宇治アイスアリーナ。

## 施設概要
リンクは2面あり、国際規格に対応するメインリンク（60メートル×30メートル）と、サブリンク（46メートル×18メートル、カーリング3シート対応）がある。主に練習で利用され、観客席は仮設で備える。
2019年12月15日に開業した。京都府スケート連盟と京都府アイスホッケー連盟の会員が設立した一般社団法人京都スケートが所有する施設で、敷地は京都府が提供し、運営はパティネレジャーが行う。ネーミングライツは木下グループが取得した。
一般利用は10時から17時45分まで、他の時間帯は競技者等への貸切利用としている。

## その他
- メダリスト - つるまいかだによるフィギュアスケート漫画。作中に当施設が登場する[6]。